# Wieniotowo
Wieniotowo (przed 1945 niem. Wendhagen) – osada w Polsce, położona w województwie zachodniopomorskim, w powiecie kołobrzeskim, w gminie Ustronie Morskie.
Według danych urzędu gminy z 2005 roku osada miała 207 mieszkańców.
W latach 1975–1998 miejscowość administracyjnie należała do województwa koszalińskiego.
Teren Wieniotowa znajduje się w Obszarze Chronionego Krajobrazu Koszalińskiego Pasa Nadmorskiego.
Trwające od jesieni 2014 r. starania mieszkańców o przyłączenie miejscowości do leżącego tuż obok Ustronia Morskiego zostały zakończone przyjęciem przez Radę Gminy Ustronie Morskie stosownej uchwały – Wieniotowo ma zniknąć z map jako samodzielna miejscowość w grudniu 2015 r. Motywem tych działań jest zwiększenie zysków z turystyki i wyeliminowanie pomyłek wśród turystów. Aktualnie (wrzesień 2015 r.) trwa proces dostosowania nazewnictwa ulic do planowanej fuzji.